# Liste von Friedhöfen in Hattingen
Die Liste von Friedhöfen in Hattingen nennt Friedhöfe auf dem Stadtgebiet von Hattingen, Ennepe-Ruhr-Kreis. Ein vorgeschichtliches Steinhügelgräberfeld in Holthausen besteht noch, steht aber nicht unter Denkmalschutz.

## Liste
- Evangelischer Friedhof Hattingen[1]
- Friedhof I, Hattingen-Mitte, Waldstraße (kommunal)[2]
- Friedhof II, Hattingen-Blankenstein, Hauptstraße (kommunal)
- Friedhof III, Hattingen-Welper, Friedhofsweg (kommunal)
- Friedhof IV, Hattingen-Holthausen, Holthauser Straße (kommunal)
- Friedhof V, Hattingen-Bredenscheid-Stüter, Am Wasserturm (kommunal)
- Friedhof St. Mauritius, Hattingen-Niederwenigern (katholisch)[3]
- Friedhof St. Engelbert, Hattingen-Niederbonsfeld (katholisch)
- Friedhof Bismarckstr., Hattingen-Mitte  (katholisch)
- Friedhof Blankensteiner Straße, Hattingen-Mitte (katholisch)
- Friedhof Blankenstein, Hattingen-Blankenstein (katholisch)
- Alter Jüdischer Friedhof, Hattingen-Mitte, Bismarckstraße (heute Grünfläche)
- Neuer Jüdischer Friedhof, Hattingen-Mitte, Am Vinckenbrink
- Russischer Friedhof Ludwigstal, Hattingen-Blankenstein, Zur Maasbeck (Kriegsgräberstätte)